# Carrépuis
Carrépuis ist eine französische Gemeinde mit 258 Einwohnern (Stand 1. Januar 2022) im Département Somme in der Region Hauts-de-France. Sie gehört zum Arrondissement Montdidier und zum Kanton Roye.

## Geografie
Carrépuis liegt in Nordfrankreich, 100 Kilometer nordöstlich von Paris, 44 Kilometer südöstlich von Amiens, dem Hauptort der Region Picardie, und 32 Kilometer nördlich von Compiègne. Nachbargemeinden von Carrépuis sind Gruny im Nordwesten, Balâtre im Nordosten, Roiglise im Süden und der Kantonshauptort Roye im Südwesten. Das Gemeindegebiet umfasst 550 Hektar. Die mittlere Höhe beträgt 90 Meter über dem Meeresspiegel.
Carrépuis ist einer Klimazone des Typs Cfb (nach Köppen und Geiger) zugeordnet: Warmgemäßigtes Regenklima (C), vollfeucht (f), wärmster Monat unter 22 °C, mindestens vier Monate über 10 °C (b). Es herrscht Seeklima mit gemäßigtem Sommer.

## Geschichte

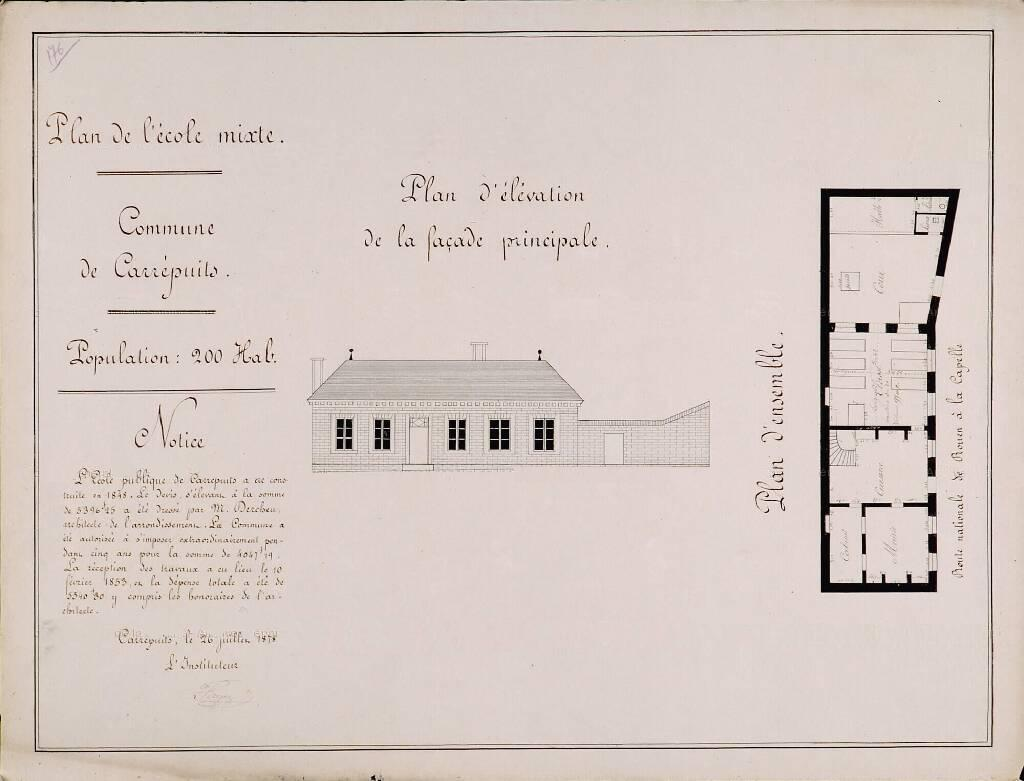
Plan der Schule, die Notizen an der linken Seite wurden 1878 hinzugefügt

Carrépuis wurde 1179 unter dem lateinischen Namen Quadratus puteus (‚quadratischer Brunnen‘) in einer Urkunde von Papst Alexander III. erstmals erwähnt. Der namensgebende quadratische Brunnen existierte schon in gallo-römischer Zeit (52 v. Chr. bis 486 n. Chr.) und befand sich in der Nähe einer Römerstraße. Bei archäologischen Ausgrabungen wurden dort Scherben einer Amphore und ein verzierter Löffel gefunden.
Die Ortschaft gehörte im Mittelalter und Ancien Régime zur Vogtei von Roye. Im Jahr 1198 war Raoul Flamand Seigneur von Carrépuis. Im 14. und 15. Jahrhundert gab es ein weiteres Lehen namens Le Quesnoy. Es befand sich im Laufe der Jahre im Kirchenbesitz. 1472 versteckten die Kanoniker des Kollegiatstifts Saint-Florent in Roye die Reliquien ihres Schutzpatrons dort. Sie befürchteten, dass Ludwig XI. (1423–1483) ihnen die Reliquien im Zuge des Konfliktes mit der Ligue du Bien public wegnehmen könne.
Im Französisch-Spanischen Krieg (1635–1659) wurde die ganze Gegend 1636 von spanischen Truppen verwüstet. 1653 schlug Louis II. de Bourbon, prince de Condé, sein Lager in Carrépuis auf und forderte von dort aus die Stadt Roye auf, sich zu ergeben. 1698 gelangte die Seigneurie Carrépuis in den Besitz der Marquise Belleforière de Soyécourt.
Von 1636 bis 1914 war die Gemeinde für ihre Glockengießerei bekannt. Die Gießerei gehörte der Familie Cavillier, die unter anderem Glocken für die Kathedrale von Amiens gegossen hat.
1793 erhielt Carrépuis im Zuge der Französischen Revolution (1789–1799) unter dem Namen Carrepuis den Status einer Gemeinde und 1801 durch die Verwaltungsreform unter Napoleon Bonaparte (1769–1821) wieder unter dem Namen Carrepuis das Recht auf kommunale Selbstverwaltung.
1848 erstellte der Architekt des Arrondissements, Pierre Decheu, die Pläne für ein Schulgebäude. Die Schule wurde am 10. Februar 1853 gebaut.

### Bevölkerungsentwicklung
| Jahr | Einwohner |
| ---- | --------- |
| 1793 | 410       |
| 1806 | 479       |
| 1821 | 401       |
| 1831 | 310       |
| 1836 | 275       |
| 1861 | 216       |
| 1886 | 182       |
| 1911 | 178       |
| 1946 | 181       |
| 1975 | 215       |
| 1990 | 198       |
| 1999 | 218       |
| 2009 | 288       |

1469 gab es 26 feux (‚Herdfeuer‘) in der Ortschaft. 1670 gab es 41 feux und 1698 192 Einwohner. 1724 hatte Carrépuis 237 Einwohner, im Jahr 1772 242. 1806 erreichte die Bevölkerungszahl mit 479 Einwohnern ihren Höhepunkt. Danach sank die Einwohnerzahl wieder auf unter 300 Einwohnern ab und blieb auf diesem Niveau. Am wenigsten Einwohner hatte die Gemeinde im Jahr 1954 (147).

## Sehenswürdigkeiten
Die Kirche von Carrépuis wurde 1782 im Stil des Klassizismus errichtet und 1925 restauriert. Der Hauptaltar stammt aus der Stiftskirche Saint-Florent in Roye.